# Martínez y Hermanos
Martínez y Hermanos es un programa de televisión de entrevistas y humor presentado por Dani Martínez y emitido en Cuatro entre el 4 de marzo de 2024 y el 12 de febrero de 2025. Anteriormente, entre el 21 de abril de 2022 y el 21 de diciembre de 2023, el formato se emitió durante cuatro temporadas en Movistar Plus+.

## Formato
Show de entrevistas en el que en cada entrega tres personajes famosos procedentes de diversos ámbitos son invitados al programa para mostrarse de una forma poco habitual y totalmente distendida, compartiendo confidencias y anécdotas divertidas.
Asimismo, con el objetivo de buscar la complicidad entre ellos y dar rienda suelta a su sentido del humor, el programa les propone diferentes juegos y pruebas que dan lugar a momentos insólitos y entretenidos.

## Equipo

### Técnico
Producción ejecutiva
- Mario Briongos
- Francesco Boserman
- Dani Martínez

Dirección
- Gerard Florejachs

Subdirección
- Marina Montalbán

Realización
- Celia Cuervo
- Manuel Cunha

Producción ejecutiva de Mediaset
- Paco Fernández

Dirección de producción de Mediaset
- Óscar Forniés

Productor delegado de contenidos
- Javier Palacio

### Presentador
| Presentador   | #0 por M+ | #0 por M+ | #0 por M+ | #0 por M+ |   |   |
| Presentador   | 1         | 2         | 3         | 4         | 5 | 6 |
| ------------- | --------- | --------- | --------- | --------- | - | - |
| Dani Martínez |           |           |           |           |   |   |

## Invitados

### Temporada 1
| N.º tot. | N.º temp. | Fecha      | Invitados                                                  |
| -------- | --------- | ---------- | ---------------------------------------------------------- |
| 1        | 1         | 21/04/2022 | Mónica Naranjo, Julián López y Jaime Lorente               |
| 2        | 2         | 28/04/2022 | Blanca Suárez, Santi Millán y Lydia Valentín               |
| 3        | 3         | 05/05/2022 | Elsa Pataky, Jorge Lorenzo y Quim Gutiérrez                |
| 4        | 4         | 12/05/2022 | Jordi Alba, Enrique Arce y Adriana Torrebejano             |
| 5        | 5         | 19/05/2022 | Antonio Banderas, María Escoté y Javier Cámara             |
| 6        | 6         | 26/05/2022 | NIA, Arturo Valls y Juanma Castaño                         |
| 7        | 7         | 02/06/2022 | Willy Hernangómez, Palomo Spain y Paula Echevarría         |
| 8        | 8         | 09/06/2022 | Martín Berasategui, Florentino Fernández y Macarena García |
| 9        | 9         | 16/06/2022 | Iván Ferreiro, Hiba Abouk y Carlos Areces                  |
| 10       | 10        | 23/06/2022 | Rozalén, Marc Bartra y Canco Rodríguez                     |
| 11       | 11        | 30/06/2022 | Dulceida, Raúl Albiol y Miguel Ángel Muñoz                 |
| 12       | 12        | 07/06/2022 | Sergio Canales, Lola Índigo y Carmen Ruiz                  |
| 13       | 13        | 14/07/2022 | Tamara Falcó, Iker Muniain y Toni Acosta                   |

### Temporada 2
| N.º Tot. | N.º Temp. | Fecha      | Invitados                                            |
| -------- | --------- | ---------- | ---------------------------------------------------- |
| 14       | 1         | 15/09/2022 | Sabrina Salerno, Pepe Reina y Karra Elejalde         |
| 15       | 2         | 22/09/2022 | Valeria Ros, Fernando Tejero y Laura Escanes         |
| 16       | 3         | 29/09/2022 | Álvaro Benito, Javier Gutiérrez y Yolanda Ramos      |
| 17       | 4         | 06/10/2022 | Paz Vega, Jesús Calleja y Álvaro Morte               |
| 18       | 5         | 16/10/2022 | Anna Castillo, Patricia Conde y Pedro de la Rosa     |
| 19       | 6         | 20/10/2022 | Leo Harlem, Amaia Salamanca y Asier Etxeandia        |
| 20       | 7         | 27/10/2022 | Ana Guerra, Sandra Sánchez y El Monaguillo           |
| 21       | 8         | 03/11/2022 | Silvia Abril, Rubén Cortada y Grison                 |
| 22       | 9         | 10/11/2022 | Carlos Sobera, Edurne y Teresa Perales               |
| 23       | 10        | 17/11/2022 | Nuria Roca, Alberto Contador y David Fernández       |
| 24       | 11        | 24/11/2022 | Enrique Cerezo, El Langui y Dani Fernández           |
| 25       | 12        | 01/12/2022 | Maribel Verdú, Maxi Iglesias y Vanesa Martín         |
| 26       | 13        | 15/12/2022 | Boris Izaguirre, Gloria Trevi y Brays Efe            |
| 27       | 14        | 22/12/2022 | Vicky Luengo, Manuel Carrasco y Florentino Fernández |

### Temporada 3
| N.º Tot. | N.º Temp. | Fecha      | Invitados                                           |
| -------- | --------- | ---------- | --------------------------------------------------- |
| 28       | 1         | 12/01/2023 | Lorena Castell, Mónica Cruz y Pablo López           |
| 29       | 2         | 19/01/2023 | Victoria Martín, Lali Espósito y Abraham Mateo      |
| 30       | 3         | 26/01/2023 | Inés Hernand, Miren Ibarguren y Blas Cantó          |
| 31       | 4         | 02/02/2023 | Edu Soto, Clara Lago y Antonio de la Torre          |
| 32       | 5         | 09/02/2023 | Ignatius Farray, India Martínez y Dani Parejo       |
| 33       | 6         | 16/02/2023 | Carlos Baute, Andrea Duro y Agoney                  |
| 34       | 7         | 23/02/2023 | Eva Soriano, Vicco y Miguel Ríos                    |
| 35       | 8         | 02/03/2023 | Carlos Latre, Silvia Alonso y Predrag Mijatović     |
| 36       | 9         | 09/03/2023 | Mónica Carrillo, Carlos Vives y Carolina Iglesias   |
| 37       | 10        | 16/03/2023 | Dani Pedrosa, Carolina Yuste y Paco León            |
| 38       | 11        | 23/03/2023 | Joaquín Reyes, Jessica Goicoechea y Emilia Mernes   |
| 39       | 12        | 30/03/2023 | Antonio José, Martita de Graná y Antonio Resines    |
| 40       | 13        | 13/04/2023 | Martiño Rivas, Kira Miró y Goyo Jiménez             |
| 41       | 14        | 20/04/2023 | Dani Mateo, Melani Olivares y David Summers         |
| 42       | 15        | 27/04/2023 | Ferran Torres, María León y Beret                   |
| 43       | 16        | 04/05/2023 | Andy y Lucas, María Pombo y Álex Márquez            |
| 44       | 17        | 11/05/2023 | Antonio Lobato, Niña Pastori y Risto Mejide         |
| 45       | 18        | 18/05/2023 | José Manuel Calderón, Gloria Serra y Manuel Quijano |
| 46       | 19        | 25/05/2023 | Elena Rivera, Susana Guasch y José Mercé            |
| 47       | 20        | 01/06/2023 | J. J. Vaquero, Adriana Ugarte y Jesús Vázquez       |
| 48       | 21        | 08/06/2023 | Marta Díaz, Miriam Rodríguez y María Becerra        |
| 49       | 22        | 15/06/2023 | Javier Cámara, Aura Garrido y Jordi Roca            |
| 50       | 23        | 22/06/2023 | David Bisbal, Teresa Perales y Pau Gasol            |

### Temporada 4
| N.º Tot. | N.º Temp. | Fecha      | Invitados                                          |
| -------- | --------- | ---------- | -------------------------------------------------- |
| 51       | 1         | 14/09/2023 | Mario Casas, Ona Carbonell y Luis Fonsi            |
| 52       | 2         | 21/09/2023 | Irene Arcos, Santi Millán y Ana Torroja            |
| 53       | 3         | 28/09/2023 | Fernando Trueba, Anna Castillo y Arturo Valls      |
| 54       | 4         | 05/10/2023 | Blanca Suárez, Andrés Suárez y Juan Dávila         |
| 55       | 5         | 19/10/2023 | Esperansa Grasia, Pastora Soler y Santi Cazorla    |
| 56       | 6         | 26/10/2023 | Álvaro Bautista, Michelle Calvó e Iñaki Urrutia    |
| 57       | 7         | 02/11/2023 | Vicky Martín Berrocal, Inma Cuesta y Silvia Abril  |
| 58       | 8         | 09/11/2023 | Leonor Watling, La Pija y la Quinqui y Coque Malla |
| 59       | 9         | 16/11/2023 | Javier Calvo, Javier Ambrossi y Manuel Turizo      |
| 60       | 10        | 23/11/2023 | Berto Romero, Aitana Sánchez-Gijón y Vetusta Morla |
| 61       | 11        | 30/11/2023 | Julián López, Cristinini y Joan Capdevila          |
| 62       | 12        | 07/12/2023 | Susana Abaitua, Pablo Chiapella y Chenoa           |
| 63       | 13        | 14/12/2023 | India Martínez, Víctor Claver y Marina Rivers      |
| 64       | 14        | 21/12/2023 | Adrián Lastra, Camela y Alexandra Jiménez          |

### Temporada 5 (Cuatro)
| N.º Tot. | N.º Temp. | Fecha      | Invitados                                                          | Audiencia      |
| -------- | --------- | ---------- | ------------------------------------------------------------------ | -------------- |
| 65       | 1         | 04/03/2024 | Blanca Suárez, Joaquín Reyes y Lorena Castell                      | 651 000 (7,1%) |
| 66       | 2         | 11/03/2024 | Sergio Scariolo, Dulceida y Gorka Otxoa                            | 421 000 (4,5%) |
| 67       | 3         | 18/03/2024 | Tamara Falcó, Naiara Moreno y Jorge Garbajosa                      | 540 000 (5,9%) |
| 68       | 4         | 25/03/2024 | Paco León, Hiba Abouk y Leo Harlem                                 | 664 000 (7,1%) |
| 69       | 5         | 01/04/2024 | Santi Millán, Carlos Areces y La Pija y la Quinqui                 | 451 000 (4,5%) |
| 70       | 6         | 08/04/2024 | Pablo López, Alexandra Jiménez y Julián López                      | 537 000 (5,5%) |
| 71       | 7         | 15/04/2024 | Boris Izaguirre, María Escoté y Xuso Jones                         | 469 000 (4,9%) |
| 72       | 8         | 22/04/2024 | Álvaro Morte, Esperansa Grasia y Lali Espósito                     | 453 000 (4,9%) |
| 73       | 9         | 29/04/2024 | Inés Hernand, María León y Vanesa Martín                           | 503 000 (5,3%) |
| 74       | 10        | 06/05/2024 | Malena Alterio, Jordi Roca y Rozalén                               | 458 000 (4,9%) |
| 75       | 11        | 13/05/2024 | Camela, Goyo Jiménez y Macarena García                             | 446 000 (4,8%) |
| 76       | 12        | 20/05/2024 | María Adánez, Pepe Reina y Clara Galle                             | 485 000 (5,2%) |
| 77       | 13        | 27/05/2024 | Máximo Huerta, Clara Lago y J.J. Vaquero                           | 533 000 (5,8%) |
| 78       | 14        | 03/06/2024 | Toni Acosta, Sara Carbonero, Isabel Jiménez y Florentino Fernández | 547 000 (6,0%) |

### Temporada 6 (Cuatro)
| N.º Tot. | N.º Temp. | Fecha      | Invitados                                                                           | Audiencia      |
| -------- | --------- | ---------- | ----------------------------------------------------------------------------------- | -------------- |
| 79       | 1         | 30/10/2024 | Rudy Fernández, Julián López y Amaia Salamanca                                      | 413 000 (5,1%) |
| 80       | 2         | 06/11/2024 | Pedri, Lorena Castell y Luis Zahera                                                 | 439 000 (5,0%) |
| 81       | 3         | 13/11/2024 | Patricia Conde, Carlos Sobera y Valeria Ros                                         | 426 000 (5,0%) |
| 82       | 4         | 20/11/2024 | Niña Pastori, Susana Abaitua y Dani Fernández                                       | 340 000 (4,1%) |
| 83       | 5         | 27/11/2024 | Chenoa, Carlos Areces y Juana Acosta                                                | 369 000 (4,5%) |
| 84       | 6         | 04/12/2024 | Carolina Iglesias, Victoria Martín, Quim Gutiérrez y Coque Malla                    | 361 000 (4,5%) |
| 85       | 7         | 11/12/2024 | Manuel Quijano, Esperansa Grasia y Santi Millán                                     | 339 000 (4,2%) |
| 86       | 8         | 18/12/2024 | David Bustamante, Kira Miró y Blanca Romero                                         | 457 000 (5,8%) |
| 87       | 9         | 08/01/2025 | Pedro Alonso, Valeria Castro y J. J. Vaquero                                        | 352 000 (4,2%) |
| 88       | 10        | 15/01/2025 | Anna Simón, Florentino Fernández y Romina Belluscio (Especial Tonterías las justas) | 410 000 (4,9%) |
| 89       | 11        | 22/01/2025 | Fernando Tejero, Andrea Duro y Antonio Orozco                                       | 358 000 (4,4%) |
| 90       | 12        | 29/01/2025 | Carolina Yuste, Canco Rodríguez y Miguel Maldonado                                  | 230 000 (2,8%) |
| 91       | 13        | 05/02/2025 | Carles Tamayo, Rosario Flores y Javier Gutiérrez                                    | 266 000 (4,0%) |
| 92       | 14        | 12/02/2025 | Ana Brito, María Escoté y Adrián Lastra                                             | 196 000 (3,0%) |

## Audiencias
| Temporada                         | Fecha | Cadena    | Espectadores | Cuota de pantalla |
| --------------------------------- | ----- | --------- | ------------ | ----------------- |
| Martínez y Hermanos (Temporada 1) | 2022  | Movistar+ | —            | —                 |
| Martínez y Hermanos (Temporada 2) | 2022  | Movistar+ | —            | —                 |
| Martínez y Hermanos (Temporada 3) | 2023  | Movistar+ | —            | —                 |
| Martínez y Hermanos (Temporada 4) | 2023  | Movistar+ | —            | —                 |
| Martínez y Hermanos (Temporada 5) | 2024  | Cuatro    | 511 000      | 5,5%              |
| Martínez y Hermanos (Temporada 6) | 2024  | Cuatro    | 355 000      | 4,4%              |